# Juho Niukkanen
Juhana (Juho) Niukkanen (Kirvu, 27 de julho de 1888 – Helsinque, 17 de maio de 1954) foi um agricultor e político finlandês. Nasceu em uma família de camponeses da Carélia e cursou o colegial em instituição de ensino popular.
No início de sua carreira parlamentar, apresentou-se como defensor das reformas agrárias radicais; contudo, logo se transformou em um dos principais dirigentes da Liga Agrária, tendo sido considerado um astuto estrategista e um dos parlamentares mais longevos. Ele também chefiou os ministérios da Defesa, das Finanças e dos Transportes e Obras Públicas.
Embora fosse um dos principais líderes de seu partido e um nome regular dos governos nas décadas de 1920 e 1930, Niukka nunca foi eleito primeiro-ministro, pois não era visto como uma figura unificadora, mas como um político mais habilidoso. Ele também integrou o conselho de várias empresas e era proprietário de uma serraria e fábrica de tijolos em sua cidade natal.